# Champion Ch-1
Der Champion Ch-1 ist ein Automodell der Automarke Champion vom Hermann-Holbein-Fahrzeugbau. Er erschien im April 1949 als Nachfolger des ZF Champion. Nachfolger war der Champion Ch-2.

## Karosserie
Die offene Karosserie ohne Türen bot Platz für zwei Personen.

## Maße und Gewichte
Bei einem Radstand von 160 cm und einer Spurbreite von 115 cm betrug die Fahrzeuglänge 242 cm, die Fahrzeugbreite 138 cm und die Fahrzeughöhe ohne Verdeck 99 cm. Bei einem Leergewicht von 190 kg betrug das zulässige Gesamtgewicht 250 kg.

## Antrieb
Der luftgekühlte Einzylinder-Zweitaktmotor von Triumph hatte 198 cm³ Hubraum und leistete 3,7 kW. Er war im Heck des Fahrzeugs montiert und trieb über ein Zweiganggetriebe die differenziallose Hinterachse an. Die Höchstgeschwindigkeit betrug 50 km/h. Der Kraftstoffverbrauch wurde mit 3 Liter auf 100 km angegeben.

## Stückzahl
Es entstand im April 1949 ein Exemplar.